# Prince George Hotel
El Prince George Hotel  fue un hotel ubicado en Nueva York, Nueva York. El Prince George Hotel se encuentra inscrito  en el Registro Nacional de Lugares Históricos desde el 12 de febrero de 1999. Con 14 niveles de altura, el Prince George Hotel en la Calle 28, fue uno de los hoteles del siglo XX más grandes de la Ciudad de Nueva York. Fue construido en dos fases, siendo el edificio principal construido en 1904 y el ala este agregado en 1912. El Hotel cerró en 1989.

## Ubicación
El Prince George Hotel se encuentra dentro del condado de Nueva York en las coordenadas. 40°44′41″N 73°59′12″O / 40.744722, -73.986667.